# Epidemia de dengue de 2019-2020 en Colombia
La epidemia de dengue en Colombia inició en 2019, en dicho año se registró 87 muertos y 127.553 casos confirmados y para el siguiente año tenía registrado 16 muertos y 41.365 casos confirmados.
La epidemia apareció en 2019, en la costa atlántica colombiana hasta esparcirse en todo el territorio nacional.

## Cronología

### Enero de 2019
El 4 de enero la ciudad de Riohacha, al norte de Colombia, se declaró en alerta sanitaria por el dengue, algunos pacientes fueron trasladados a hospitales de Barranquilla y Valledupar.
El 21 de enero la Agencia de salud Pública del Caribe alertó ante una posible epidemia de dengue en el área caribeña colombiana, con la muerte de una menor de edad en Cartagena de Indias.

### Febrero de 2019
El 11 de febrero se informó que desde enero de 2019 los casos confirmados fueron de 6.310, 210 cada día, la mayoría de afectados son varones.

### Septiembre de 2019
Para el 9 de septiembre el Ministerio de Salud y Protección Social registró la presencia del dengue en los departamentos de Meta, Tolima, Huila, Norte de Santander, Casanare, Santander, Cesar y Antioquia.

### Febrero de 2020
El 5 de febrero según el Instituto Nacional de Salud los casos de dengue en Colombia subieron 93%, superando a la fase de la epidemia en el año 2019, hasta ese día se reportó 18 muertos por la enfermedad.
El 6 de febrero el Ministerio de Salud y Protección Social informó que Colombia se encontraba en una epidemia de dengue, con 3.000 casos confirmados por cada semana.

### Marzo de 2020
El 10 de marzo se reportó 57 muertos por dengue y 30 mil casos confirmados.
El 13 de marzo un menor de 13 años falleció en Cali a causa del dengue, que comenzaba a expandirse con fuerza en el Valle del Cauca a nivel nacional se presentaba 334 casos de dengue desde enero del nuevo año.
El 15 de marzo la ciudad de Santa Marta del departamento de Magdalena aumentó los controles y actividades de protección ante la muerte de una niña por dengue grave ante la epidemia.
El 18 de marzo el Instituto Nacional de Salud comunicó de la muerte de 62 personas en varios departamentos, hasta ese momento  33.793 casos fueron confirmados, siendo 45,7 % sin signos de alarma, 3,2 % con signos de alarma y 1,1% de dengue grave.
El 24 de marzo se registraron 20 fallecidos en el departamento de Valle del Cauca, siendo uno de los principales departamentos afectados por dengue, la población más afectadas son menores de edad.

### Abril de 2020
El 3 de abril fallecieron tres personas por dengue en el departamento de Valle del Cauca, siendo dos de ellos infantes.
El 7 de abril la ciudad de Cali pasó a ser la urbe con más casos de dengue a nivel nacional desde 2019.
El 9 de abril el departamento de Atlántico reportó 941 casos de dengue y 15 de dengue grave.
El 10 de abril el Ministerio de Salud y Protección Social pidió no descuidar la epidemia de dengue ante la llegada de la enfermedad por coronavirus a Colombia, ese mismo día la actriz Danna García informó que fue contagiada de dengue en enero de 2020, García dio esa confesión en el mes cuando fue diagnosticada con COVID-19.